# マルタ (小惑星)
マルタ (205 Martha) は、小惑星帯に位置する大きな小惑星の一つ。暗く、炭素化合物からなる原始的な小惑星でC型小惑星に分類される。
1879年10月13日にオーストリアの天文学者、ヨハン・パリサがポーラ（現クロアチア領プーラ）で発見し、新約聖書に登場する女性マルタにちなんで命名された。